# Trg (Ozaly)
 Trg  falu Horvátországban, a Károlyváros megyében. Közigazgatásilag Ozalyhoz tartozik.

## Fekvése
Károlyvárostól 15 km-re északra, községközpontjától 3 km-re keletre a Kulpa jobb partján, a folyó kanyarulatában fekszik.

## Története
A Kulpa kanyarulatában, mely itt egy valóságos félszigetet alkot már a középkorban állt település, mely a félsziget neve után horvátul Ključnak neveztek. Trg eredetileg nem a mai helyén, hanem kissé lejjebb a mezőn állt, azonban a sorozatos ellenséges betörések miatt 1329-ben lakóit a biztonságosabb, a folyótól három oldalról védett mai helyére költöztették. 1329. június 17-én Mikcs bán megerősítette kiváltságaikat, melyet 1459-ben a zágrábi káptalan írásban újra lefektetett. A település Mindenszentek tiszteletére szentelt gótikus plébániatemplomát és Leonard nevű papját már 1334-ben említi Ivan goricai főesperes a zágrábi káptalan statutumában "omnium sanctorum de Foro" alakban. A falut latinul ugyanis Forumnak hívták, ennek felel meg mai horvát neve is mely vásárteret, piacot jelent. 1544-ben Ozaly vára és uradalma a Frangepánoktól a Zrínyiek fennhatósága alá került, akik megpróbálták az uradalom területén élők kiváltságait alaposan megnyirbálni és főként a török elleni harcok kiadásainak fedezésére adót fizettettek velük. Jogaikat csak a 18. században Mária Terézia uralkodása alatt nyerték részben vissza.
Az 1668-as egyházlátogatás szerint temploma falazott. Főoltára a Mindenszentek, egyik mellékoltára a Boldogságos Szűzanya, míg újonnan épített másik mellékoltára Szent Fábián és Sebestyén vértanúk tiszteletére volt szentelve. A templom tágas volt, sekrestyéje és szentélye boltozott, a többi rész mennyezete fából készült. Fából építették harangtornyát is, melyben két harang volt. A plébániának nem volt anyakönyve, de épülete teljesen új volt. Ma a templom kerítésének bejáratánál balra találhatók a régi plébánia romjai, melyből mára csak a külső falak maradványai maradtak meg. A plébánosnak hét hold földje volt Ključon, két hold Podbrežjén, kettő a Kulpa túloldalán, melyet Zrínyi Pétertől kapott csereként. A plébánosnak öt jobbágy adózott.
A templomon kívül a falunak még egy Szent Katalin kápolnája is volt, mely közvetlenül a Kulpa mellett álló dombon a Katarinšćak-forrásnál állt. Körülötte temető volt, ezért innen még manapság is kerülnek elő emberi csontok. Az 1668-as vizitáció újonnan építettnek mondja, melynek oltárát Babonics Boldizsár özvegye Mihalics Katalin építtette. A kápolnának Zrínyi Katalin hagyatékán kívül száz forint vagyona volt, melyet egy harcban elesett katona hagyott rá.
A falut fekvéséből adódóan gyakran pusztították árvizek, így 1810-ben, 1815-ben, 1816-ban és 1824-ben is. Az iskola alapkövét 1856 augusztus 29-én rakta le  Josip Hederić  plébános és 1862-re készült el teljesen. Az épület ma is áll. Ide jártak a helyieken kívül a szomszédos Polje, Trešćerovac, Zorkovac, Mirkopolje sőt egy ideig Ozaly gyermekei is, mert ott ekkor még nem működött iskola. Első tanítója Stjepan Kovačina volt, aki 1871-ig működött itt.
A falunak 1857-ben 393, 1910-ben 487 lakosa volt. A trianoni békeszerződésig Zágráb vármegye Károlyvárosi járásához tartozott. 2011-ben 185 lakosa volt.

## Lakosság
| Lakosság változása | Lakosság változása | Lakosság változása | Lakosság változása | Lakosság változása | Lakosság változása | Lakosság változása | Lakosság változása | Lakosság változása | Lakosság változása | Lakosság változása | Lakosság változása | Lakosság változása | Lakosság változása | Lakosság változása | Lakosság változása |
| ------------------ | ------------------ | ------------------ | ------------------ | ------------------ | ------------------ | ------------------ | ------------------ | ------------------ | ------------------ | ------------------ | ------------------ | ------------------ | ------------------ | ------------------ | ------------------ |
| 1857               | 1869               | 1880               | 1890               | 1900               | 1910               | 1921               | 1931               | 1948               | 1953               | 1961               | 1971               | 1981               | 1991               | 2001               | 2011               |
| 393                | 456                | 407                | 430                | 453                | 487                | 476                | 478                | 491                | 503                | 517                | 451                | 416                | 403                | 287                | 185                |

## Nevezetességei
A Mindenszentek tiszteletére szentelt plébániatemploma a 14. században már állt. A templomot a 18. század végén barokk stílusban építették át, oltárai a 17. századból, kis rozzant állapotú orgonája a 18. századból származik. A templom a település központjában, a Kulpa-folyó mentén található. A középkori épületből a szentély alaprajza és ablakai maradtak meg. Egyhajós épület, téglalap alaprajzú hajóval, keskenyebb téglalap alakú szentéllyel, a szentélytől északra levő sekrestyével és a főhomlokzat előtti harangtoronnyal. A belső falfestményeiből ma két réteg látható a 16. századból, illetve a késő barokk időszakból. Az északi falon a pálos mesterek által készített illuzionista oltár látható. A főoltár oltárképe 1765-ből származik.